# Бельфегор — привид Лувра
«Бельфегор — привид Лувра» (фр. Belphégor – Le fantôme du Louvre) — французький містичний трилер 2001 р. Режисер — Жан-Поль Саломе, головні ролі виконували Софі Марсо, Мішель Серро, Фредерік Діфенталь і Джулі Крісті, сценаристи — Саломе, Даніель Томпсон і Жером Тоннер. Сюжет фільму розгортається навколо духу мумії, який заволодіває жінкою (Софі Марсо) в паризькому музеї. На основі роману жаху 1927 р. Бельфегор Артура Бернеде, цей фільм є третьою кіноадаптацією після першого фільму в 1927 р. і телесеріалу 1965 р. Бельфегор — привид Лувра був знятий за допомогою натуральних зйомок у Луврі, це перший повнометражний фільм, який знятий частково всередині всесвітньо відомого музею.

## Сюжет
Рідкісна колекція артефактів з археологічних розкопок в Єгипті привезена до відомого Лувра у Парижі. У той час як експерти за допомогою лазерного скануючого пристрою, щоб визначити вік саркофага, досліджують предмети, дух примари покидає свою схованку та починає мандрувати в електричній системі музею. Куратор музею Фаусер (Жан-Франсуа Балмер) приносить нотатки єгиптологу Гленді Спенсер (Джулі Крісті), щоб вона зробила висновки: вони роблять висновок, що всередині труни мумії був насправді злий дух Бельфегор.
Одного разу молода приваблива дівчина відвідала Лувр і з тих пір почала відчувати дивний зв'язок із музеєм. Точніше, зі стародавньою мумією, яку привезли з Єгипту. Музей живе своїм незалежним життям, коли кожної ночі одразу після закриття починає відбуватися щось дивне. Усі охоронці як один запевняють, що то справи привиду. Сили безпеки Лувру безсильні, тому відомого детектива Верлака (Мішель Серро) виводять з відставки, щоб з'ясувати, чому скорочується єгипетська колекція музею.

## Ролі
- Софі Марсо — Ліза / Бельфегор
- Мішель Серро — Верлак
- Фредерік Діфенталь — Мартін
- Джулі Крісті — Гленда Спендер
- Жан-Франсуа Балмер — Бертран Фаусер
- Паташу — Женев'єва
- Жульєт Греко — жінка на цвинтарі

## Виробництво
Перший художній фільм, який було дозволено знімати всередині знаменитого музею Лувр у Парижі. Раніше там знімалися тільки документальні фільми.
Команда з 20 художників працювала чотири місяці, щоб створити візуальні ефекти фільму.

## Сприйняття

### Касові збори
Фільм заробив €1 958 978.

### Критика
На сайті IMDb рейтинг фільму становить 4.4 з 10, на Rotten Tomatoes — 28 %.